# Psychoda exigua
Psychoda exigua är en tvåvingeart som beskrevs av Quate 1967. Psychoda exigua ingår i släktet Psychoda och familjen fjärilsmyggor. Inga underarter finns listade i Catalogue of Life.